# Giro d’Italia 1909

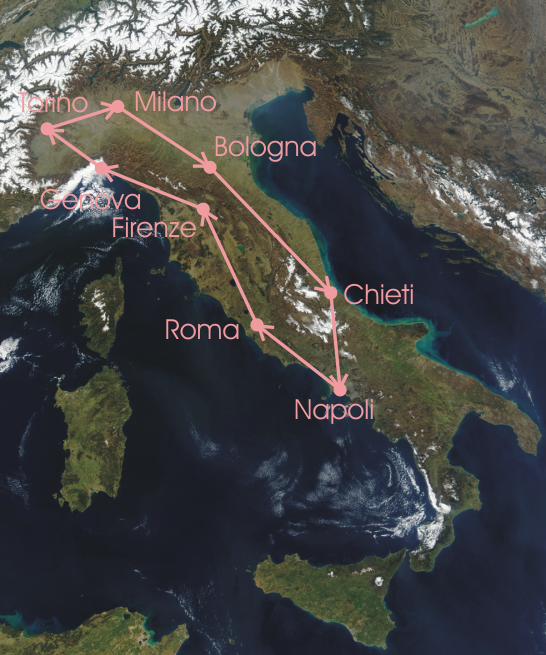
Streckenverlauf des Giro

Der 1. Giro d’Italia fand vom 13. bis 30. Mai 1909 statt. Das Radrennen bestand aus acht Etappen mit einer Gesamtlänge von 2448 Kilometern.
Der Herausgeber der Gazzetta dello Sport Eugenio Camillo Costamagna und die Redakteure Armando Cougnet und Tullo Morgagni waren, angeregt durch die Tour de France, die Initiatoren des ersten Giro. Die Finanzierung erfolgte mit Hilfe des italienischen Radsportverbands, des Corriere della Sera und verschiedener Firmensponsoren. Die Etappen wurden nicht an aufeinanderfolgenden Tagen gefahren, sondern jeweils mit ein oder zwei Tagen Unterbrechung, angelehnt an die Erscheinungstage der Gazzetta: Die Zeitung erschien montags, mittwochs und freitags, so dass die Etappen sonntags, dienstags und donnerstags stattfanden.
Am 13. Mai um 02:53 Uhr starteten in Mailand 127 Fahrer. 49 von ihnen erreichten dort am 30. Mai auch wieder das Ziel, welches sich in der Arena Civica befand. Die Durchschnittsgeschwindigkeit des Gesamtsiegers Luigi Ganna, der auch drei Etappen zu seinen Gunsten entscheiden konnte, betrug 27,260 km/h. Die ebenfalls ausgetragene Teamwertung gewann das italienische Team Atala.
Nachdem sich Dario Beni durch seinen Sieg auf der ersten Giro-Etappe das erste Rosa Trikot der Geschichte gesichert hatte, eroberte Luigi Ganna auf der zweiten Etappe das begehrte Trikot. Durch seine Siege auf der vierten, fünften und siebten Etappe manifestierte er seine Führungsposition im Gesamtklassement und gab das Trikot bis zur Rückkehr nach Mailand nicht mehr ab.

## Etappen
| Etappen   | Tag     | Start – Ziel      | km  | Etappensieger       | Maglia Rosa |
| --------- | ------- | ----------------- | --- | ------------------- | ----------- |
| 1. Etappe | 13. Mai | Mailand – Bologna | 397 | Dario Beni          | Dario Beni  |
| 2. Etappe | 16. Mai | Bologna – Chieti  | 379 | Giovanni Cuniolo    | Luigi Ganna |
| 3. Etappe | 18. Mai | Chieti – Neapel   | 243 | Giovanni Rossignoli | Luigi Ganna |
| 4. Etappe | 20. Mai | Neapel – Rom      | 228 | Luigi Ganna         | Luigi Ganna |
| 5. Etappe | 23. Mai | Rom – Florenz     | 347 | Luigi Ganna         | Luigi Ganna |
| 6. Etappe | 25. Mai | Florenz – Genua   | 294 | Giovanni Rossignoli | Luigi Ganna |
| 7. Etappe | 27. Mai | Genua – Turin     | 354 | Luigi Ganna         | Luigi Ganna |
| 8. Etappe | 30. Mai | Turin – Mailand   | 206 | Dario Beni          | Luigi Ganna |